# Kennett (Cambridgeshire)
Kennett – wieś w Anglii, w hrabstwie Cambridgeshire, w dystrykcie East Cambridgeshire. Leży 27 km na wschód od miasta Cambridge i 97 km na północny wschód od Londynu. Miejscowość liczy 364 mieszkańców.